# Make Them Suffer (álbum)
Make Them Suffer es el quinto álbum de estudio de la banda australiana de metalcore Make Them Suffer. Fue lanzado el 8 de noviembre de 2024 a través de SharpTone Records y fue producido por el guitarrista de la banda Nick McLernon. Es su primer álbum con el tecladista y co-vocalista principal Alex Reade.

## Antecedentes y promoción
El primer sencillo del álbum, "Doomswitch", se lanzó el 13 de octubre de 2022. Marcó el debut de Alex Reade, quien reemplazó a Booka Nile, teclista y vocalista de la banda, quien abandonó la banda a principios de ese año debido a acusaciones de agresión sexual. Durante los dos años siguientes se lanzaron varios sencillos más, incluyendo "Ghost of Me" y "Epitaph". El lanzamiento del sencillo "Oscillator" coincidió con el anuncio de que el álbum se lanzaría el 8 de noviembre de 2024. "Mana God" fue el último sencillo de prelanzamiento del álbum, lanzado el 11 de octubre de 2024.
La banda ha estado de gira entre lanzamientos de sencillos; de septiembre a octubre de 2023 en América del Norte con las bandas australianas de metalcore Parkway Drive, Northlane y The Amity Affliction, en el Download Festival 2024 con las bandas australianas de metal Karnivool, Thy Art Is Murder y Alpha Wolf, en abril de 2024 en apoyo de Bring Me the Horizon en su gira australiana junto a Sleep Token y Daine, y de agosto a septiembre de 2024 en Australia con Bury Tomorrow, Spite y Bloom.

## Lista de canciones
| N.º | Título                | Duración |  |
| 1.  | «The Warning»         | 1:09     |  |
| 2.  | «Weaponized»          | 3:07     |  |
| 3.  | «Oscillator»          | 4:01     |  |
| 4.  | «Doomswitch»          | 4:35     |  |
| 5.  | «Managod»             | 3:44     |  |
| 6.  | «Epitaph»             | 3:37     |  |
| 7.  | «No Hard Feelings»    | 4:03     |  |
| 8.  | «Venusian Blues»      | 2:48     |  |
| 9.  | «Ghost of Me»         | 3:51     |  |
| 10. | «Tether»              | 3:55     |  |
| 11. | «Small Town Syndrome» | 3:48     |  |

## Personal
Make Them Suffer
- Sean Harmanis – voz gutural
- Nick McLernon – guitarra principal, coros y programación
- Jaya Jeffrey – bajo
- Alex Reade – teclados, piano, voz gutural
- Jordan Mather – batería